# Mainty
 (janvier 2020).
- Si vous ne connaissez pas le sujet, laissez ce bandeau (vous pouvez alors contacter les auteurs).
- Si vous supprimez le contenu mis en cause (vous pouvez préalablement contacter les auteurs),

argumentez précisément cette suppression dans la page de discussion
(un manque de référence n'est pas un argument ; une recherche réelle de référence doit avoir été effectuée, être formellement documentée).
En pays Merina au centre de Madagascar, le terme Mainty ou Mainti-enindreny (littéralement « Noirs des six mères » ou six clans) servait à désigner le groupe des Noirs affranchis. En dépit de leur nom, ils étaient en fait subdivisés en trois grands groupes seulement. Le premier était constitué des Manisotra, descendants de groupes d'esclaves noirs au service d'une épouse du roi Andriamasinavalona (XVIIe siècle), affranchis pour service rendu. Le second, les Manendy semblent descendre de clans « sakalava » vivant d'élevage dans le Tampoketsa (sorte de « no man's land » entre le pays Merina et les régions du littoral nord-ouest de l'intérieur), d'où ils partaient pour harceler à l'occasion les villages sakalava au XVIIIe siècle en vue de capturer des esclaves à vendre aux Européens sur les côtes. Le dernier est enfin constitué par les Tsiarondahy, regroupant tous les autres esclaves noirs affranchis à l'époque d'Andrianampoinimerina.
À partir de ce dernier souverain, dans la nouvelle structure du pouvoir Merina, les Mainty servait également la royauté. D'autres Mainty servaient dans la messagerie comme tsimandoa ou agents des services d'ordre, faisant ainsi office de « police ». 
Le royaume Merina très endogamique interdisait le brassage avec les mainty. Les mainty était rigoureusement interdit de s'unir avec des Hova ou des Andriana. Les membres de ces deux derniers groupes qui acceptaient de s'unir à des Mainty devenaient eux-mêmes mainty et se voyaient définitivement exclus du cercle de leur appartenance d'origine. Les Mainty pouvaient posséder des esclaves (andevo) qui, une fois affranchis, rejoignaient leur rang.
Très peu nombreux au départ en Imerina (en 1777, le voyageur français Mayeur en estimait le nombre à 6000 seulement dans le royaume d'Antananarivo!), le Mainty se multiplièrent rapidement au cours du XIXe siècle, au fur et à mesure que les guerres de conquête Merina y introduisirent des captifs venus des régions périphériques dont beaucoup finirent par être affranchis. À tel point qu'à la fin du siècle, avec l'abolition de l'esclavage, ils devinrent majoritaires dans le pays.
Après la Seconde Guerre mondiale, les Mainty s'allièrent avec les Tanindrana ou Côtiers pour constituer le PADESM dont le nom officiel malgache était justement Firaisan'ny Tanindrana sy ny Mainti-enindreny ary ny Karazany (Union des Côtiers et des Mainti-enindreny et assimilés), pour contrer les revendications indépendantistes du MDRM, un parti dominé par les Hova et les Andriana Merina. Mais après la neutralisation du MDRM par les Français, consécutivement aux événements de 1947, les leaders tanindrana exclurent les représentants mainty du nouveau cercle des dirigeants auxquels le pouvoir colonial allait ensuite confier la responsabilité de diriger la République Malgache indépendante.
Aujourd'hui dans le langage malgache courant et usuel, mainty veut dire "noir".